# Donuts
Donuts är det tredje soloalbumet av hiphopproducenten J Dilla. Det släpptes 7 februari 2006 genom Stones Throw Records. Albumet släpptes samma dag som J Dillas (James Yanceys) 32-årsdag. Tre dagar senare avled han till följd av en ovanlig blodsjukdom.

## Låtlista
1. "Donuts (Outro)" – 0:12
2. "Workinonit" – 2:57
3. "Waves" – 1:38
4. "Light My Fire" – 0:35
5. "The New" – 0:49
6. "Stop" – 1:39
7. "People" – 1:24
8. "The Diff'rence" – 1:52
9. "Mash" – 1:31
10. "Time: The Donut of the Heart" – 1:38
11. "Glazed" – 1:21
12. "Airworks" – 1:44
13. "Lightworks" – 1:55
14. "Stepson of the Clapper" – 1:01
15. "The Twister (Huh, What)" – 1:16
16. "One Eleven" – 1:11
17. "Two Can Win" – 1:47
18. "Don't Cry" – 1:59
19. "Anti-American Graffiti" – 1:53
20. "Geek Down" – 1:19
21. "Thunder" – 0:54
22. "Gobstopper" – 1:05
23. "One for Ghost" – 1:18
24. "Dilla Says Go" – 1:16
25. "Walkinonit" – 1:15
26. "The Factory" – 1:23
27. "U-Love" – 1:00
28. "Hi." – 1:16
29. "Bye." – 1:27
30. "Last Donut of the Night" – 1:39
31. "Donuts (Intro)" – 1:11

## Samplingar
| - "Donuts (Outro)" - "Not Available" av Shuggie Otis - "Workinonit" - "The Worst Band in the World" av 10cc - "Sprite 'Melonball Bounce'" av Raymond Scott - "The New Style" av Beastie Boys - "King of the Beats" av Mantronix - "Buffalo Gals" av Malcolm McLaren - "Pee Wee's Dance" av Joeski Love - "Waves" - "Do Ya Thang" av B.R. Gunna - "Johnny Don't Do It" av 10cc - "King of the Beats" av Mantronix - "Light My Fire" - "Light My Fire" av Africa - "My Thang" av James Brown - "The New" - "Whatcha Gonna Wear Tomorrow" av The Detroit Emeralds - "The New Style" av Beastie Boys - "Stop!" - "You're Gonna Need Me" av Dionne Warwick - "Why" av Jadakiss med Anthony Hamilton - "People" - "People Hold On" av Eddie Kendricks - "King of the Beats" av Mantronix - "Here We Go (Live at the Fun House)" av Run-D.M.C. - "The Diff'rence" - "Fruitman" av Kool & the Gang - "King of the Beats" av Mantronix - "Mash" - "Golden Apple Part 2" av Galt MacDermot - "Dance Contest" av Frank Zappa - "Season of the Witch" av Lou Rawls - "Time: The Donut of the Heart" - "All I Do Is Think of You" av The Jackson 5 - "Glazed" - "You Just Can't Win" av Gene & Jerry - "Season of the Witch" av Lou Rawls - "Airworks" - "I Don't Really Care" av L.V. Johnson - "Bendix 1: 'The Tomorrow People" av Raymond Scott - "Lightworks" - "Bendix 1: 'The Tomorrow People'" av Raymond Scott - "Lightworks" av Raymond Scott - "King of the Beats" av Mantronix - "Stepson of the Clapper" - "Long Red (Live)" av Mountain - "The Twister" - "For Once in My Life" av Stevie Wonder - "Cloud Nine (Live at the Motortown Revue)" av The Temptations - "Buffalo Gals" av Malcolm McLaren - "Kick the Can (Pt. 1)" av Fred Frith - "Pee Wee's Dance" av Joeski Love - "King of the Beats" av Mantronix | - "One Eleven" - "A Legend in Its Own Time" av Smokey Robinson & The Miracles - "Here We Go (Live at the Fun House)" av Run-D.M.C. - "Two Can Win" - "Only One Can Win" av The Sylvers - "Don't Cry" - "I Can't Stand (To See You Cry)" av The Escorts - "Anti-American Graffiti" - "Family Tree" av Tin Tin - "Pee Wee's Dance" av Joeski Love - "Geek Down" - "Charlie's Theme" av The Jimi Entley Sound - "UFO" av ESG - "Thunder" - "Sweet Misery" av Martha Reeves - "King of the Beats" av Mantronix - "Gobstopper" - "To the Other Man" av Luther Ingram - "King of the Beats" av Mantronix - "One For Ghost" - "To the Other Man" av Luther Ingram - "King of the Beats" av Mantronix - "Dilla Says Go" - "Rubber Band" av The Trammps - "Do Ya Thang" av B.R. Gunna - "Walkinonit" - "Walk on By" av The Undisputed Truth - "The Factory" - "Animosity" av Fred Weinberg - "King of the Beats" av Mantronix - "U-Love" - "Just Because I Really Love You" av Jerry Butler - "Do Ya Thang" av B.R. Gunna - "Hi." - "Maybe" av The Three Degrees - "Bye." - "Don't Say Good Night" av The Isley Brothers - "Last Donut of the Night" - "To You With Love" av The Moments - "Rainbow '65 (live)" av Gene Chandler - "Donuts (Intro)" - "When I Die" av Motherlode - "Not Available" av Shuggie Otis - "Signs (Bonus Track)" (Utgiven som 7-tumssingel) - "Gimme Little Sign" av Brenton Wood - "Different Strokes" av Syl Johnson |